# Шишковец
Шишковец, Шиковэц (рум. Şicovăţ) — село в Унгенском районе Молдавии. Наряду с селом Новые Морены входит в состав коммуны Новые Морены.

## География
Село расположено на высоте 74 метра над уровнем моря.

## Население
По данным переписи населения 2004 года, в селе Шиковэц проживает 129 человек (67 мужчин, 62 женщины).
Этнический состав села:
| Национальность | Число жителей | Процентный состав |
| -------------- | ------------- | ----------------- |
| украинцы       | 94            | 72,87             |
| молдаване      | 30            | 23,26             |
| гагаузы        | 5             | 3,88              |
| Всего          | 129           | 100 %             |